# Chistag
Chistag – wieś w Rumunii, w okręgu Bihor, w gminie Aștileu. W 2011 roku liczyła 596
mieszkańców.